# Гарден, Александр
Александр Га́рден (англ. Alexander Garden; 1730—1791) — британский колониальный ботаник.

## Биография
Александр Гарден родился в январе 1730 года в Шотландии в семье политического и религиозного деятеля Александра Гардена (1685—1756). До 1746 года учился в Маришаль-колледже Абердинского университета, затем продолжил обучение в Эдинбургском университете у профессора ботаники Чарльза Олстона. С 1746 по 1750 служил в британском флоте. В 1754 году Гарден стал доктором медицины.
В 1752 году Гарден переехал в город Чарльстон в Южной Каролине. До 1754 года он работал врачом в общине Принца Уильяма, затем, до 1783 года, был главным врачом города Чарльстон. На территории своего имения Отранто Гарден создал свой собственный ботанический сад.
С 1755 года Александр был женат на Элизабет Перонно, у них было трое детей.
Гарден вёл переписку с Карлом Линнеем и Джоном Эллисом, он пересылал им описания растений Нового Света. С 1754 года он был также знаком с Уильямом Бартрамом.
В 1755 году Гарден был избран членом Королевского общества искусств, в 1768 году — Американского философского общества, в 1773 году — Лондонского королевского общества.
Во время Американской революции Гарден оставался верен британскому правительству. В 1783 году он был изгнан из США, а его имение было отдано его сыну, Александру Гардену (1757—1829), поддерживавшему независимость штатов.
15 апреля 1791 года Александр Гарден скончался.

## Роды растений, названные в честь А. Гардена
- Gardenia Colden, 1756, nom. rej. [syn.  Triadenum Raf., 1837]
- Gardenia J.Ellis, 1761, nom. cons. — Гардения